# Emil Lund
Gustaf Emil Lund, född 23 juli 1850 i Falun, död 30 april 1942 i Chicago, var en svenskamerikansk präst och författare.
Emil Lund var son till kopparslagaren Swen Lund. Efter mogenhetsexamen i Falun 1870 studerade han vid Uppsala universitet, där han 1874 avlade praktisk teologisk examen. Samma år prästvigdes han för Visby stift, och var pastorsadjunkt i Öja församling 1874–1875. 1875–1876 var han komminister i Aspeboda församling, pastorsadjunkt i Mora församling 1877 och i Söderbärke församling 1878, komminister i Hedemora församling 1879–1880 samt kyrkoherde i Aspeboda 1881–1884 och i Envikens församling 1885–1890. 1885–1890 var han folkskoleinspektör i Dalarna. 1890 reste Lund till USA, där han tjänstgjorde som pastor i Augustanasynoden 1890–1894. Efter två år som tidningsredaktör var han kyrkoherde i olika svenskamerikanska församlingar till 1921, då han blev pastor emeritus. Lund verkade från 1891 som läroverkslärare och blev 1895 filosofie doktor vid Bethany College, Lindsborg, där han var lärare i svenska språket och litteraturen 1899–1902. 1903 företago han en studieresa till England, Frankrike och Tyskland. Från 1921 ägnade han sig helt åt journalistik och författarskap. 1924–1929 var han redaktör för Minnesota statstidning. Han skrev under mer än 20 år korrespondenser från Augustanasynoden till Svensk Kyrkotidning. Lund var 1920–1921 ordförande i nordvästra avdelningen av Föreningen för svenskhetens bevarande i utlandet. Han var även korresponderande ledamot av Riksföreningen för svenskhetens bevarande i utlandet samt hedersledamot av Svenska historiska sällskapet i Förenta staterna. Bland Lunds många skrifter märks The History of the Swedish-American Iowa Conference (1916, svensk upplaga Iowa-konferensens historia samma år) och The History of the Swedish-American Minnesota Conference (1926–1927, svensk upplaga Lutherdom i Amerika, 1926). Lund utgav även flera översättningar och kommentarer över Bibelns poetiska böcker på engelska.